# Robert Alban
Robert Alban (Saint-André-d'Huiriat, 9 febbraio 1952) è un ex ciclista su strada e ciclocrossista francese.
Professionista dal 1976 al 1986, chiuse terzo al Tour de France 1981, vincendo anche una tappa.

## Carriera
Soprannominato "Ban Ban", passò professionista nel 1976 con la squadra francese Gan-Mercier-Hutchinson, riuscendo subito a vincere una corsa in linea in Francia. Ottenne inoltre piazzamenti in brevi corse a tappe, come l'ottavo posto all'Étoile de Bessèges. Nel biennio 1977-1978 non vinse alcuna gara ma ottenne comunque diversi piazzamenti soprattutto in brevi corse a tappe francesi: fu sesto al Tour de Corse nel 1977 e ottavo al Critérium du Dauphiné Libéré 1978. Anche il 1979 passò senza successi, ma Alban prese parte al primo Tour de France della sua carriera che concluse al diciassettesimo posto sfiorando tuttavia il successo nel corso della diciassettesima tappa. In quella stagione fu inoltre dodicesimo alla Parigi-Nizza e nono nel Critérium du Dauphiné Libéré.
Tornò al successo nel 1980 vincendo un criterium sempre in Francia, mentre al Tou de France migliorò il piazzamento finale rispetto all'anno precedente, terminando undicesimo e sfiorando nuovamente la vittoria nella tappa con arrivo a Prapoutel-les-Sept-Laux. Nel 1981 si avvicinò al Tou de France ottenendo prima un quinto posto nel Grand Prix du Midi Libre, poi un secondo nel Critérium du Dauphiné Libéré. Alla Grande Boucle vinse prima una tappa, la sua unica nella corsa francese, poi concluse terzo la classifica generale.
Nel 1982 si avvicinò in identica maniera al Tou de France fu ancora quinto al Grand Prix du Midi Libre e poi decimo al Critérium du Dauphiné Libéré, in cui vinse anche una tappa. Tuttavia al Tour questa volta non andò oltre l'undicesima posizione, anche se sfiorò la vittoria di tappa arrivando due volte secondo. Si riprese l'anno successivo arrivando terzo al Critérium du Dauphiné Libéré e concludendo quinto il Tour de France. Furono questi anche i suoi ultimi risultati rilevanti prima del ritiro nel 1985.
Oltre all'attività di stradista, Alban alternò anche quella di ciclocrossista: in questa specialità ottenne due secondi posti nel campionato francese, nel 1977 e nel 1980.

## Palmarès
- 1976

Grand Prix de Plumelec
- 1981

Grand Prix de Plumelec
16ª tappa Tour de France
- 1982

Grand Prix des Herbiers
5ª tappa Critérium du Dauphiné Libéré

### Altri successi
- 1980

Criterium di Quillan
- 1981

Lescouet-Jugon (criterium)
Beaulac-Bernos (criterium)
Criterium di Beaulac
- 1982

Les Herbiers (criterium)
- 1983

Lescouet-Jugon (criterium)

## Piazzementi

### Grandi Giri
- Tour de France

1979: 19º
1980: 11º
1981: 3º
1982: 11º
1983: 5º
1984: 38º

### Classiche monumento
- Milano-Sanremo

1978: 156º
- Liegi-Bastogne-Liegi

1983: 27º
- Giro di Lombardia

1978: 30º

### Competizioni mondiali
- Campionati del mondo

Sallanches 1980 - In linea: ritirato